# Antonio Palomino
Acisclo Antonio Palomino de Castro y Velasco (Bujalance, 1655 – Madrid, 12 agosto 1726) è stato un pittore, storico dell'arte e biografo spagnolo.

## Biografia
Originario dell'Andalusia, si stabilì giovanissimo a Cordova: studiò pittura sotto la guida di Juan de Valdés Leal e di Juan de Alfaro y Gámez. Nel 1678 venne ordinato suddiacono a Madrid ed entrò in contatto con artisti come Claudio Coello e Juan Carreño de Miranda.
Si unì in matrimonio con Catalina Bárbara Pérez de Sierra, figlia di un diplomatico.
Venne nominato alcalde del consiglio della Mesta e ascese al rango nobiliare. Nel 1688 divenne pittore di corte di Carlo II: in quel periodo rimase notevolmente influenzato da Luca Giordano.
Decorò ad affresco le volte della chiesa di San Juan del Mercado (1697-1700) e della cappella di Nuestra Señora de los Desamparados (1701) a Valencia; nel 1705 realizzò un Trionfo della Chiesa per la chiesa di San Esteban a Salamanca; realizzò dipinti nelle certose di Granada (1712) e del Paular (1723). Il museo del Prado di Madrid conserva una sua Immacolata Concezione.
Pubblicò il trattato Museo pittorico e scala ottica in tre volumi (1715-1724): i primi due riguardanti le tecniche pittoriche, il terzo intitolato Le vite dei principali pittori e scultori spagnoli.